# Andreas Exner
Andreas Exner (født 10. oktober 1961 i Hald ved Randers) er en dansk guldsmed. Han er en del af Exner-familien som søn af kunstnerparret Bent Exner og Helga Exner.

## Karriere
Exner voksede op i Vendsyssel, hvor hans forældre drev værksted og fandt stor kunstnerisk inspiration i området. Andreas Exner startede fra barnsben med guldsmedegerningen, og blev udlært hos sin far. Andreas Exner har både arbejdet hos George Jensen i København, men han har også drevet værksted flere steder i Danmark.
Andreas Exner er kunstner og guldsmed og behersker den særlige forgyldningsteknik: lueforgyldning. Han er søn af guldsmedene Helga og Bent Exner, og har ligesom dem fået stor anerkendlse for sin kunst og arbejde.[kilde mangler] Ligesom sin far er Andreas Exner kendt for sin kirkekunst. Samtidig er han kendt for at sit arbejde med at restaurere til kirker, ofte i samarbejde med Nationalmuseet. I 2012 lavede han en kopi af orden den væbnede arm, der i dag ligger udstillet på Kolinghus. Armen er af lueforgyldt sølv og har som motiv en blå emaljeret, diamantbesat harniskklædt arm, der holder et sværd af stål.
Andreas Exner blev udlært guldsmed i 1985. Efter sin læretid arbejdede han hos Georg Jensen i København og var derefter ansat hos en guldsmed i Norge. I 1994 åbnede han sit eget værksted i Ringkøbing, hvor han stadig har sin base med sin kone og deres tre børn. Andreas Exner har ved flere lejligheder lavet smykker til Dronning Margrethe d. 2, der også var stor beundrer af Helga og Bent Exners arbejde. Han har også lavet borgmesterkæden til Jammerbugt Komunne.